# Simone Wendland

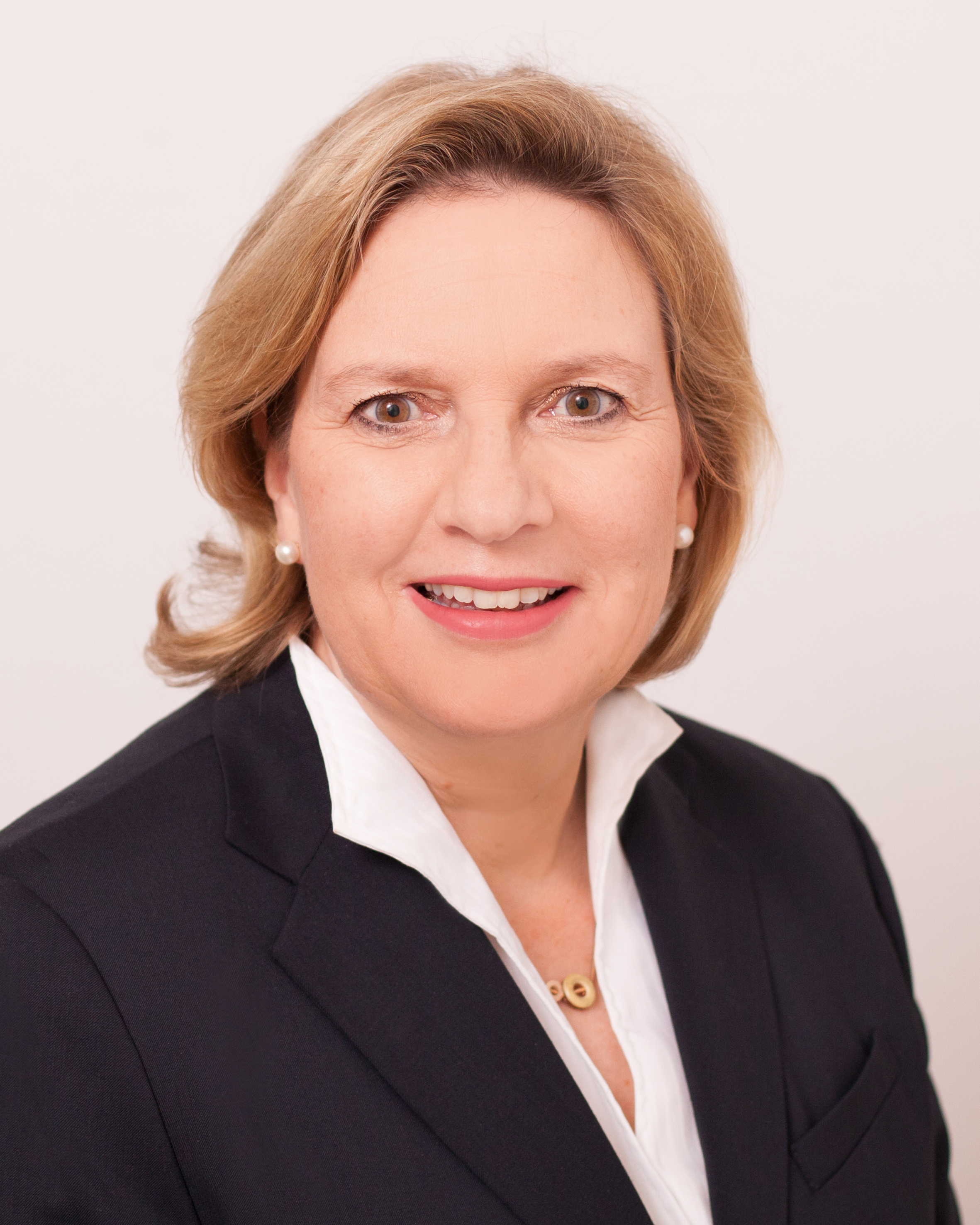
Simone Wendland, 2017

Simone Wendland (* 31. März 1963 in Münster) ist eine deutsche Politikerin (CDU). Sie ist seit dem 1. Juni 2017 Mitglied des 17. Landtags von Nordrhein-Westfalen.

## Leben
Wendland besuchte das bischöfliche Gymnasium St. Mauritz in Münster. Nach dem Abitur studierte sie an der Westfälischen-Wilhelms-Universität Münster Rechtswissenschaften und schloss ihr Studium mit dem 1. Staatsexamen ab. Danach absolvierte sie das Referendariat in Münster und schloss es mit dem 2. Staatsexamen ab.
Wendland arbeitet seit 1995 als selbstständige Rechtsanwältin in Ostbevern. Sie ist verheiratet und hat einen Sohn.

## Politik
Wendland ist seit 1995 Mitglied der CDU. Sie ist Mitglied in der Mittelstands- und Wirtschaftsvereinigung, im Landesvorstand Frauen Union und der Kommunalpolitischen Vereinigung.
Wendland wurde im Jahr 2004 erstmals in den Rat der Stadt Münster gewählt, sie war unter anderem stellvertretende Fraktionsvorsitzende, Vorsitzende des Ausschusses für Personal, Sicherheit und Ordnung, ordentliches Mitglied des Haupt- und Finanzausschusses und des Rechnungsprüfungsausschusses sowie liegenschaftspolitische Sprecherin der CDU-Ratsfraktion Münster. Sie ist Aufsichtsratsmitglied der Westfälischen Bauindustrie GmbH im Aufsichtsrat der Allwetterzoo Münster GmbH und stellvertretendes Mitglied im Verwaltungsrat der Sparkasse Münsterland Ost.
Bei der NRW-Landtagswahl am 14. Mai 2017 wurde Simone Wendland mit 37,21 % der abgegebenen Stimmen im Wahlkreis Münster I direkt gewählt. Bei der Wahl 2022 wurde sie erneut in den Landtag gewählt.